# 中流和真理的追求
《中流》，1988年创刊，魏巍、林默涵主编。《真理的追求》，1989年六四事件后创刊，共出版120期，喻权域是主编之一。两本杂志常并称，被外界视为“老左派”刊物，以坚持阶级分析、站在最广大劳动人民立场自命。 曾参与姓社姓资争论。发表过最高人民法院院长郑天翔、中共吉林省委副書記林炎志等领导人的文章。有消息称其背后支持者是前中共中央宣传部部长邓力群为首的党内左派。
2001年，《中流》和《真理的追求》就私营企业家能否入党问题连续发表大量文章，强调共产党不能吸收私营企业家。2001年7月1日，中共中央总书记江泽民发表“七一讲话”，魏巍、林默涵、吴冷西等中国共产党员（网络流传版中签名人还包括邓力群、李尔重、袁木等）以《“七一讲话”是极其重大的政治错误事件》为题上书中共中央。同月《中流》刊登其主要内容。 8月，《中流》和《真理的追求》停刊。 徐庆全称被封系公开批评指责江泽民的“三个代表”重要思想， 周良沛则以为不然。毛泽东旗帜网和乌有之乡被视为《中流》和《真理的追求》的后继者。
2020年9月8日，据报道，《中流》宣布复刊，以电子版形式刊出《中流丛刊》创刊号，并推出“纪念魏巍”和“回到马克思”两个专辑。《中流丛刊》对此表示媒体报道有误，《中流丛刊》并非《中流》复刊。